# Capelobo
O Capelobo é uma lenda do folclore brasileiro, que possui uma aparência monstruosa, tendo corpo semelhante ao de um lobisomem, cabeça de tamanduá e pernas de cabra. Sua lenda é muito comum em especial nos estados do Maranhão, Amazonas e Pará. Acredita-se que tenha surgido entre os povos indígenas da região Norte do Brasil..
Trata-se de uma criatura que, segundo os contos folclóricos, provém de uma mistura entre seres humanos com outras espécies animais. Em outros contos dizem que se transforma em Capelobo aquele que passa da hora de morrer.
O Capelobo se alimenta de cérebro e de sangue, ele suga a massa encefálica da vítima pelo ouvido, ele também pode sugar o sangue da vítima pela veia carótida.
Segundo contos folclóricos, para mata-lo é necessário arrancar ou perfurar seu umbigo.

## Características e lenda do Capelobo
De acordo com a lenda, seu corpo é uma mistura de ser humano com animais. Desta forma, possui cabeça e focinho de tamanduá-bandeira (ou de cachorro ou de anta, dependendo da versão), corpo humano forte, patas redondas (formato de fundo de garrafa) com muitos pelos no corpo. É muito rápido e vive correndo pelas matas próximas aos rios e em regiões de várzeas.
Ainda segundo o dito folclórico, o Capelobo tem uma vida ativa durante a noite e madrugada, quando fica perambulando e rodeando barracões, casas e acampamentos no meio da mata. Emitindo sons assustadores (gritos altos), este monstro se alimenta de cães e gatos, principalmente os que acabaram de nascer. Ataca também os caçadores, matando-os e bebendo o sangue das vítimas.
Para matar essa criatura monstruosa, é necessário dar um tiro certeiro em sua nuca, sendo esta a única maneira efetiva de eliminá-la, como consta em sua lenda.

### Semelhanças com o Lobisomem
A lenda do Capelobo possui muitas semelhanças com a do lobisomem. Por isso, alguns folcloristas dizem que ele é uma espécie de lobisomem da região norte do Brasil. Em algumas tribos indígenas que habitam a região do rio Xingu, acredita-se que alguns índios possuem a capacidade de se transformarem em Capelobo.

## Curiosidades
Dentre os pontos de atenção, destacam-se:
- Acredita-se que o nome deste personagem folclórico seja de origem indígena, sendo uma mistura de capê (osso quebrado) e lobo.
- Em algumas variações dessa lenda ele perfura o cranio de suas vitimas e suga o seu cérebro.
- Devido a semelhança ele é muito  confundido com o lobisomem podendo ser até chamado de "lobisomem do Norte".